# 천미연대
천미연대(川尾煙臺)는 대한민국 제주특별자치도 서귀포시 성산읍 신천리에 있는 연대이다. 1976년 9월 9일 제주특별자치도의 기념물 제23-3호로 지정되었다.

## 개요
연대는 횃불과 연기를 이용하여 정치·군사적으로 급한 소식을 전하던 통신수단을 말한다. 봉수대와는 기능면에서 차이가 없으나 연대는 주로 구릉이나 해변지역에 설치되었고 봉수대는 산 정상에 설치하여 낮에는 연기로 밤에는 횃불을 피워 신호를 보냈다.
천미 연대는 정의현에 소속되었던 곳으로, 현재 민가 울타리 안에 있으며, 높이는 3.6m이다. 동쪽의 말등포 연대, 서쪽의 소마로 연대와 연락을 주고 받았다고 하며, 별장 6인과 봉군 12명이 배치되어 교대로 이곳을 지켰다.

## 참고 자료
- 천미연대 - 국가유산청 국가유산포털